# Harriet Boyd Hawes
Harriet Boyd Hawes (11 de octubre de 1871 – 31 de marzo de 1945) fue una arqueóloga pionera norteamericana, enfermera y socorrista. Es más conocida como la responsable del hallazgo y primera directora de Gurnia, una de las primeras excavaciones arqueológicas en dar a conocer un asentamiento y palacio Minóico en la Isla Egea de Creta.

## Juventud y educación
Harriet Ann Boyd nació en Boston, Massachusetts. Su madre falleció cuando ella aún era una niña , por lo que Harriet fue criada junto a sus cuatro hermanos mayores por su padre. Su hermano Alex fue quien la introdujo por primera vez en los Estudios Clásicos. Después de asistir a la Escuela Prospect Hill en Greenfield, terminó por graduarse en el Smith College en Northampton, Massachusetts en 1892 con un título en Estudios Clásicos (especializado en Grecia).

## Carrera académica
Después de trabajar como profesora durante cuatro años ella siguió persiguiendo su pasión por Grecia y su cultura antigua, comenzando a trabajar en la Escuela Americana de Estudios Clásicos de Atenas en la capital griega. Durante su estadía en Grecia ella también trabajó como enfermera voluntaria en Tesalia durante la Guerra greco-turca. Le solicitó a sus profesores poder participar en los trabajos de campo de la institución, pero en lugar de esto la instaron a convertirse en una bibliotecaria académica. Frustrada por la falta de apoyo, ella tomó lo que le quedaba de su beca y partió sola en búsqueda de restos arqueológicos en la Isla de Creta. Esta fue una decisión valiente, considerando que Creta recién se estaba recuperando de la guerra y estaba bastante lejos de ser un lugar seguro. En poco tiempo Hawes llegó a ser bien conocida por su experiencia en el campo de la arqueología. Durante cuatro meses en la primavera de 1900, ella dirigió una excavación en Kavousi que le permitió descubrir asentamientos y cementerios correspondientes al Minoico Tardío IIIC, la Edad de Hierro Temprana y el Arcaico Temprano (1200-600 a. C.) específicamente en los sitios de Vronda y Kastro. Durante aquella campaña ella también excavó una trinchera en el sitio de Azoria, el sitio de la Antigua Grecia (es decir post-minoico) más importante de la región, evidentemente una ciudad temprana (c. 700-500 a. C.). Azoria está siendo actualmente excavada nuevamente como parte de un importante proyecto de cinco años de duración.
Más tarde ese mismo año, Hawes regresó a los Estados Unidos. Aceptó una posición en el Smith College enseñando Arqueología Griega a finales del 1900 y posteriormente recibió su maestría, en esa misma institución, en 1901. Enseñó allí hasta 1905, intercalando su estadía allí con frecuentes viajes al exterior para realizar campañas arqueológicas.
Entre 1901 y 1904, mientras se encontraba en un tiempo libre, Harriet Boyd Hawes regresó a Creta, donde descubrió y excavó la ciudad minoica de Gurnia. Hawes fue la primera mujer en dirigir un proyecto importante de excavaciones en Grecia, con un equipo formado por más de 100 trabajadores. Ella tenía como asistente a Edith Hall Dohan. En 1902, presentó su descubrimiento durante una serie de conferencias en los Estados Unidos y fue la primera mujer en exponer frente al Instituto Arqueológico de América. El informe de sus hallazgos, titulado Vasiliki y Otros Sitios Prehistóricos en el Istmo de Hierapetra, fue publicado en 1908 por la Sociedad de Exploración Americana. Excavó muchos otros asentamientos de la Edad de Hierro y Bronce en el Egeo, convirtiéndose en una autoridad sobre el tema. En 1910 el Smith College le otorgó un doctorado honorífico.
Entre 1920 y su jubilación en 1936, ella dictó clases sobre arte precristiano en el Wellesley College.

## Enfermera de Guerra
Boyd Hawes llegó a involucrarse como enfermera en tiempos de guerra luego de su graduación del Smith College. Ella se ocupó de soldados heridos (y moribundos) en la Guerra greco-turca (1897), la Guerra hispano-estadounidense (1898) y la Primera Guerra Mundial. Su trabajo durante la Primera Guerra Mundial incluyó el traslado de suministros a Corfú para los soldados heridos del ejército serbio (1915), ayudar a los heridos en Francia (1916), y crear la Unidad de Socorro del Smith College en Francia (1917). Boyd Hawes ejerció como directora de este último durante tres años, tiempo durante el cual también trabajó como ayudante de enfermería en el YMCA. Luego de su regreso a casa, Boyd Hawes continuó apoyando a la iniciativa mediante la realización de conferencias para recaudar fondos en nombre de la Unidad de Socorro del Smith College.

## Vida personal
Durante uno de sus viajes a Creta ella conoció a Charles Henry Hawes, un antropólogo y arqueólogo inglés quién más tarde se convertiría en el director-asociado del Museo de Bellas Artes de Boston. Contrajeron matrimonio el 3 de marzo de 1906, y nueve meses más tarde nacía su primogénito, Alexander Boyd Hawes. A él le siguió una niña, Mary Nesbit Hawes, nacida en agosto de 1910. Para ese entonces Charles enseñaba en Dartmouth College, y la familia se encontraba viviendo en Hanover, Nuevo Hampshire. En 1920, los Haweses se mudaron a Cambridge, Massachusetts, y Harriet se unió al cuerpo docente del Wellesley College. A pesar de su compromiso con la familia, Hawes continuó teniendo una presencia activa tanto en las humanidades como en el campo de la arqueología.

## Vida posterior y el legado
Cuando Charles se jubiló en 1936, la pareja se mudó a Washington D.C., donde Harriet continuó viviendo aún después de la muerte de su esposo. Ella falleció el 31 de marzo de 1945, a la edad de 73 años.
Harriet descansa en el Cementerio de Cedar Hill, en Suitland, Maryland. La casa de su niñez en Chester Square aparece mencionada en el Camino Patrimonial de las Mujeres de Boston.
En 1992, su hija, Mary Allsebrook, publicó Nacida para Rebelarse: la Vida de Harriet Boyd Hawes. El libro fue editado por Annie Allsebrook, la nieta de Harriet Boyd Hawes.

## Trabajos
- Gournia, Vasiliki y otros sitios prehistóricos en el istmo de Hierapetra, Creta; excavaciones de las expediciones Wells-Houston-Cramp, 1901, 1903, 1904. Por Harriet Boyd Hawes, Blanche E. Williams, Richard B. Seager, Edith H. Hall. (Filadelfia, Sociedad de Exploración Americana, Museo Libre de Ciencia y Arte 1908).
- Charles Henry Hawes y Harriet Boyd-Hawes, con prefacio de Arthur J. Evans. Creta, el antecesor de Grecia (Londres, 1909).
- Boyd, H.A. 1901. “Excavaciones en Kavousi, Creta, en 1900,” Revista americana de Arqueología 5, 125-157.
- Boyd, H.A. 1904. “Gurnia. Informe de las excavaciones de la Sociedad de Exploración Americana en Gurnia, Creta, 1902-1905,” en Transacciones del Departamento de Arqueología: Museo Libre de Ciencia y Arte, Universidad de Pennsylvania, Filadelfia, 7–44.

## Trabajos sobre ella
- Adams, Amanda (2010), Señoras del Campo: Las Primeras Mujeres Arqueólogas y Su Búsqueda de Aventuras, Douglas & McIntyre, ISBN 978-1-55365-433-9
- Allsebrook, Mary (2002), Nacida para Rebelarse. La Vida de Harriet Boyd Hawes. Editado por Annie Allsebrook. Publicado por primera vez en 1992, reeditado con correcciones y una posdata, Oxbow Books, ISBN 1-84217-041-4